# Едвін Флек
Едвін Гарольд "Тедді" Флек (5 листопада 1873 – 10 січня 1935) — австралійський легкоатлет і тенісист. Він став першим і єдиним спортсменом, який представляв Австралію на літній Олімпіаді 1896 року в Афінах, і став першим Олімпійським чемпіоном в бігу на 800 та 1500 метрів.

## Ранні роки
Тедді Флек народився в Лондоні. Коли йому виповнилось п'ять років, його сім'я переїхала до Австралії і оселилась в Берріку, передмісті Мельбурна (Вікторія), де його батько заснував бухгалтерську фірму. Згодом, після закінчення Мельбурнської гімназії в 1982, де він вивчав грецьку історію, Флек приєднався до фірми батька Flack & Co.
З 1892 по 1894, Флек проявляв активність у бігу на середні і великі дистанції в аматорських змаганнях в тогочасній колонії Вікторія, конкуруючи із Мельнбурзьким легкоатлетичним клубом Hare & Hounds.